# Skepplanda
Skepplanda – miejscowość (tätort) w Szwecji, w regionie administracyjnym (län) Västra Götaland, w gminie Ale.
Według danych Szwedzkiego Urzędu Statystycznego liczba ludności wyniosła: 1821 (31 grudnia 2015), 1839 (31 grudnia 2018) i 1808 (31 grudnia 2019).